# Nicrophorus pliozaenicus
Nicrophorus pliozaenicus är en skalbaggsart som beskrevs av Gersdorf 1969. Nicrophorus pliozaenicus ingår i släktet Nicrophorus och familjen asbaggar. Inga underarter finns listade i Catalogue of Life.